# Uvaria welwitschii
Uvaria welwitschii este o specie de plante angiosperme din genul Uvaria, familia Annonaceae. A fost descrisă pentru prima dată de William Philip Hiern, și a primit numele actual de la Adolf Engler och Friedrich Ludwig Diels. Conform Catalogue of Life specia Uvaria welwitschii nu are subspecii cunoscute.